# Феогніс Нікейський
Теогніс Нікейський (грец. Θέογνις) — Нікейський эпископ IV століття, відлучений від церкви після Першого Нікейського собору за те, що він недостатньо рішуче засуджував Арія та його антитринітаризм.
Він найбільш відомий історії як учасник Нікейського собору 325 року. На тому Соборі Теогніс був одним із єпископів-аріан. Зрештою, він підписав Нікейський символ віри з іншими прихильниками аріан, Зопіром Баркським, Євсевієм Нікомедійським і Марісом Халкедонським. Він був засланий разом із трьома іншими аріанськими єпископами.